# Röhrenwerk Coppel – Kronprinz – Mannesmann (Hilden)
Das Röhrenwerk Coppel war eine Rohrzieherei für nahtlose, kaltgezogene Präzisions-Stahlrohre, die in Hilden in der Schillerstraße 11, direkt neben der Bahnstrecke 1897 von dem Solinger Unternehmer Alexander Coppel errichtet wurde. Sie wurde 1936 an den Autozulieferers Kronprinz AG in Solingen-Ohligs verkauft. Doch schon 1938 ging die Aktienmehrheit an den Mannesmann Konzern über. Die Produktion wurde 1972 eingestellt.
Heute umfasst der Terrania Industriepark (Ellerstraße 101) ein 100.000 m² großes, abgeschlossenes Gewerbegebiet.

## Röhrenwerk Coppel (Hilden) (1897–1938)

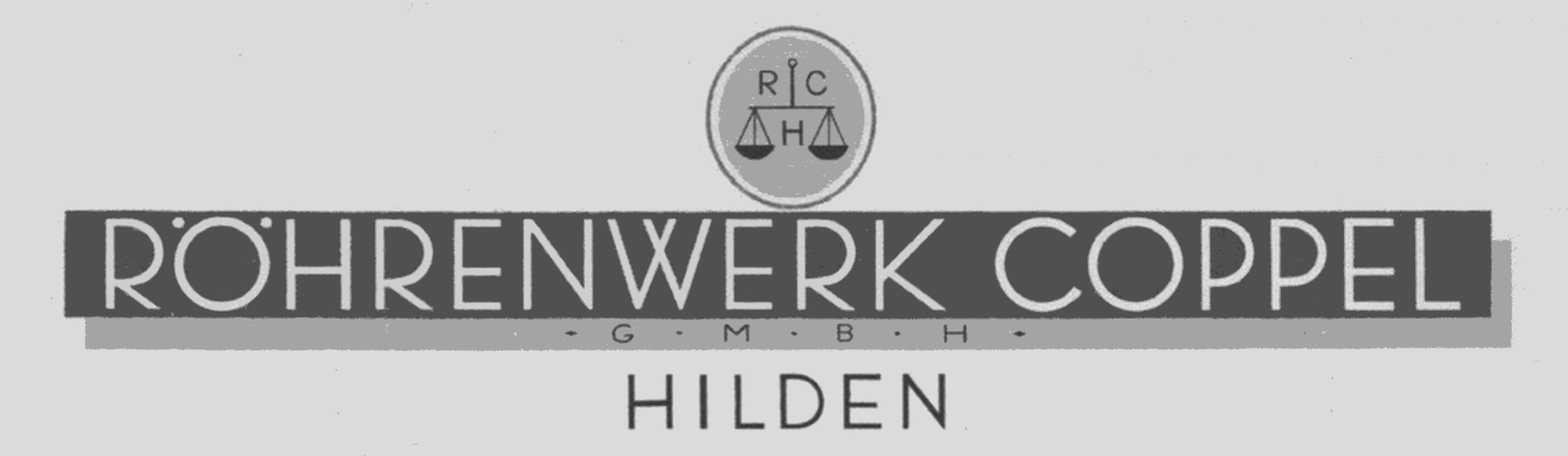
Coppel Hilden Briefkopf 1937

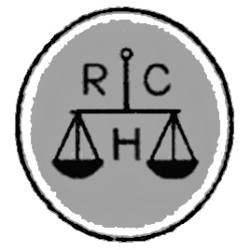
Coppel Hilden Logo 1937

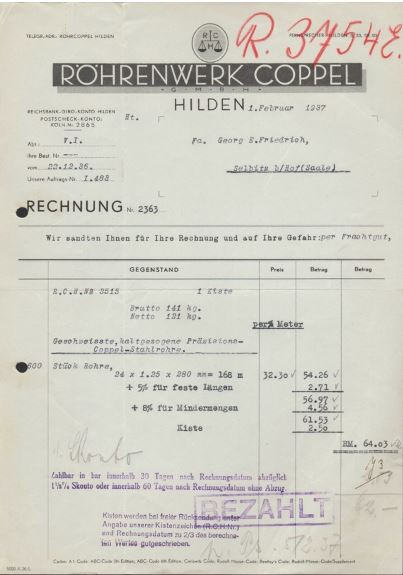
Röhrenwerk Coppel, Rechnung Nr. 2363 vom 1. Februar 1937

Die Solinger Industriellen Carl Gustav Coppel (* 14. Dezember 1857 in Solingen; † 25. September 1941 in Düsseldorf) und Alexander Otto Coppel (* 18. September 1865 in Solingen; † 4. August 1942 im KZ Theresienstadt) errichteten 1897 eine große Rohrzieherei als Hildener Außenwerk der Solinger Firma Alexander Coppel Solingen, Stahlwaren (1897–1936) (ALCOSO) unmittelbar am Bahnkörper am Hildener Bahnhof (Schillerstr. 11/ Ellerstraße 57). Eine Waage war ihr Firmensymbol.
Am 12. Juli 1897 erfolgte die Genehmigung zur Aufstellung eines feststehenden Dampfkessels, der mit 9 Atmosphären Überdruck die Antriebsenergie lieferte.
In Abstimmung mit Bürgermeister Heitland wurde im bisher textilindustriell geprägten Hilden die Firma auf Schwerindustrie umgeplant. In der neuen Hildener Firma Röhrenwerk Coppel wurde erstmals ein kaltgezogenes Präzisions-Stahlrohr gefertigt, das als „Coppelrohr“ weltweit bekannt wurde. Daraus wurden u. a. weißemaillierte Handtuchhalter und Wassergriffe hergestellt. Die Firma fertigte Stahlrohre für Fahrräder, Fahrradrahmen, Vorderradgabeln, Vorderradscheiben, Fahrradlenkerstangen, Gabelköpfe, Sattelstützen, Tretlagergehäuse, Hinterradgarnituren und sonstige Fahrzeugteile.
Die Firma beschäftigte 1900 also zwei Jahre nach Firmengründung 47 Arbeiter. Die Mitarbeiterzahl stieg auf 380 im Jahre 1912 an. In den Jahren 1905, 1908 und 1911 wurden weitere Dampfkessel installiert. Anfang 1908 erfolgte die behördliche Abnahme zur Erzeugung von Acetylen-Gas. Sie benötigten das Gas für die neue Technik des Autogenschweißverfahrens zur Herstellung von Fahrradteilen und Stahlrohren.
Während des Ersten Weltkrieges übernahm die Firma Coppel die Herstellung von Kriegsbedarfsartikeln d. h. von Waffen und Munitionsteilen. Im Jahr 1917 wurde ein zweites Kesselhaus errichtet. Nach dem Krieg stieg bis März 1919 die Mitarbeiterzahl stark auf 700 an. Bis zur Wirtschaftskrise könnte sie über 800 gelegen haben. Danach sank sie bis 1932 auf 558 Mitarbeiter ab.
Die Stadt Hilden genehmigte 1931 der Fa. Coppel den Direktbezug von Ferngas von Ruhrgas A.G.
Während der Zeit des Nationalsozialismus wurde das Wirtschaftsleben nach und nach von Antisemitismus erfasst. Die Fa. Alexander Coppel und ihre jüdischen Eigentümer gehörten zu den ersten Unternehmen, die dem nationalistischen Enteignungsprogramm zum Opfer fielen. Am 1. März 1936 erfolgte die Übernahme durch die Röhrenwerk Coppel GmbH mit maßgebender Beteiligung der Kronprinz-Aktiengesellschaft, Solingen Ohligs.
Bedingt durch Kohlensäure und Schwefel aus der Acetylen-Gas-Gewinnungsanlage der Firma Coppel hatte sich im Erdreich Mangan gelöst. Dadurch wäre das Trinkwasser unbrauchbar geworden. Das 1899 gebaute Wasserwerk „In den Hülsen“ konnte kein sauberes Wasser mehr fördern und musste den Betrieb einstellen.

## Kronprinz AG, Röhrenwerk Hilden GmbH (1936–1938)

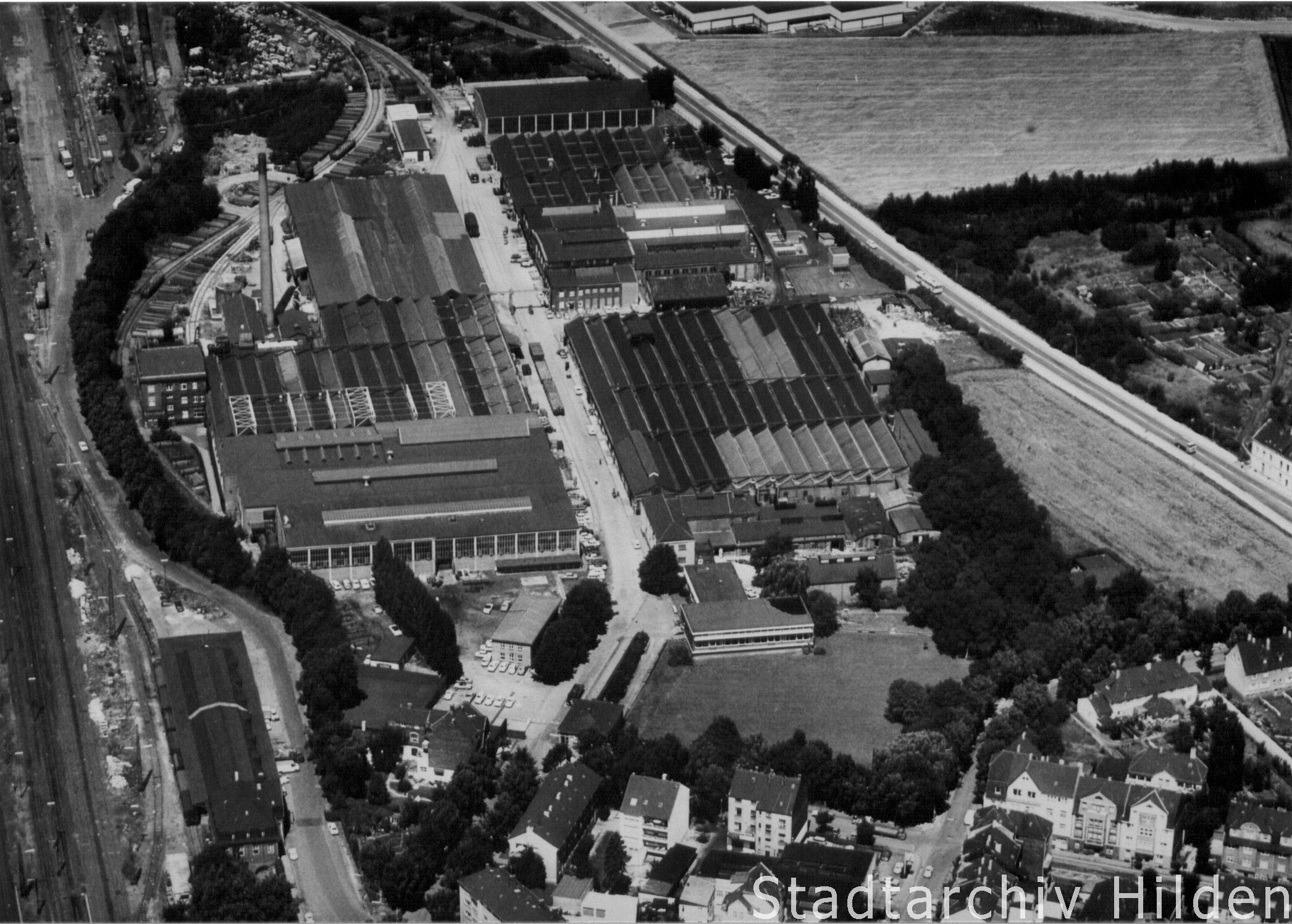
Fa. Kronprinz, Werk Hilden

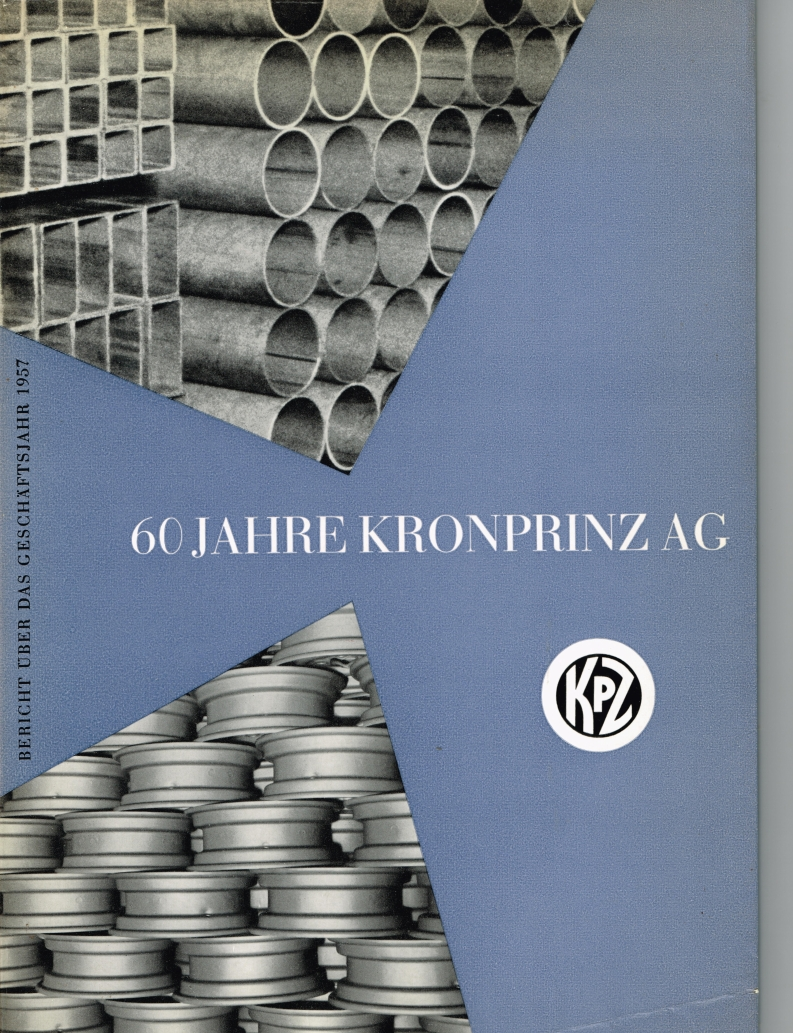
60 Jahre Kronprinz AG (1957)

Im Rahmen der Arisierung von jüdischen Firmen erfolgte 1936 der Verkauf zu einem Spottpreis und der Übergang der Fa. Coppel an die Solinger-Ohligser Automobilzulieferer Fa. Kronprinz AG. Sie waren Hersteller von elektrisch geschweißten Stahlrohren und PKW- und LKW-Rädern.
Mit der Übernahme des Röhrenwerk Hilden (Fabriciusstraße 40) von Alexander Coppel erweiterte Kronprinz seine Kapazität an Präzisionsrohren. Sie stellten in Hilden nahtlose und autogengeschweißte Rohre her. Das Leistungsprogramm der Kronprinz AG umfasste die Herstellung von geschweißten und nahtlosen Rohren, Profilen, Teilen der Weiterverarbeitung, Flugzeugteile und Automobilräder.

## Kronprinz-Mannesmann (1938–1970)

Mannesmannröhren-Werke AG.

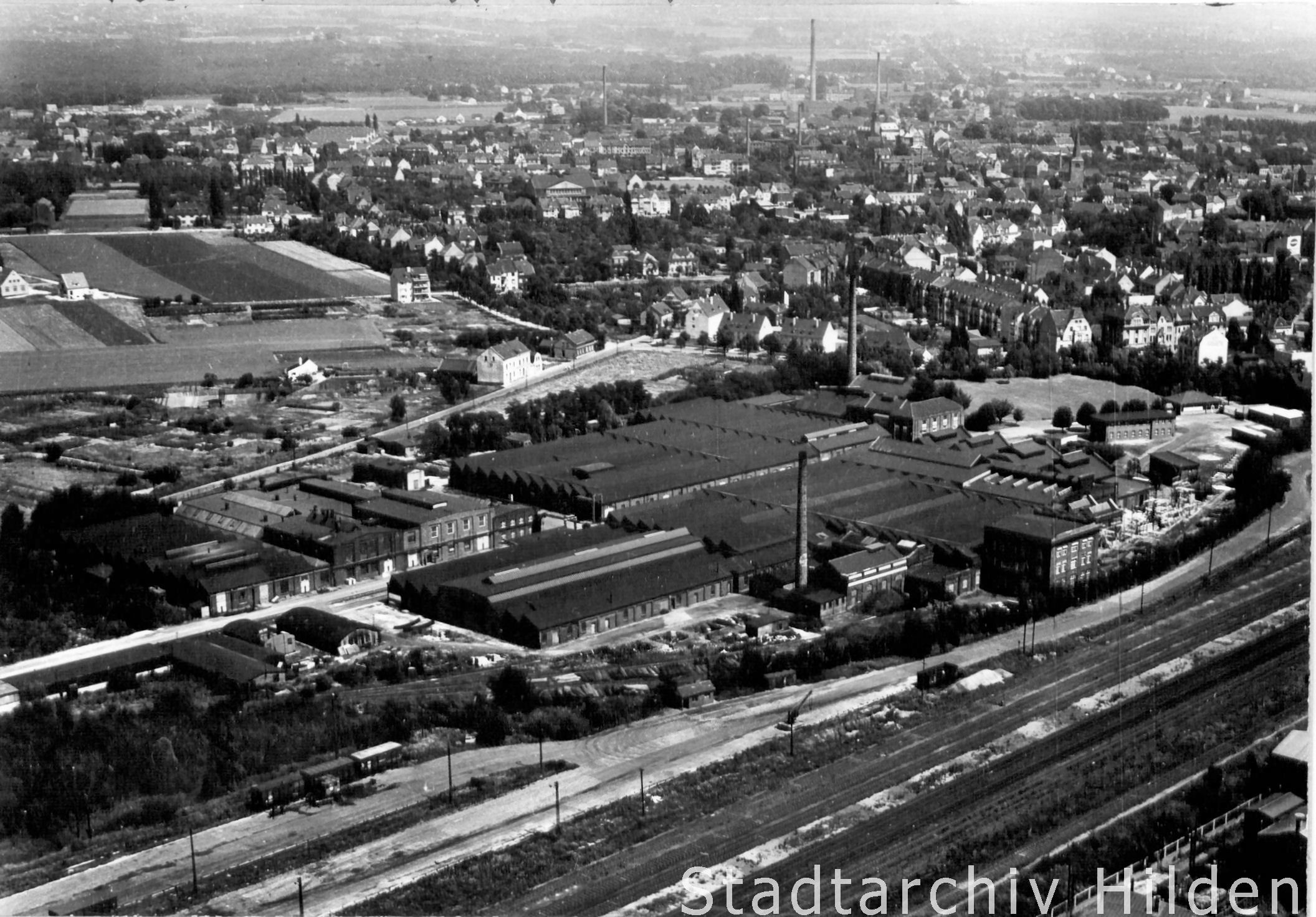
Firma Kronprinz-Mannesmann AG (Hilden) Ellerstr.-Körnerstr.-Fabriciusstr. (1958)

Der Mannesmann-Konzern übernahm 1938 die Aktienmehrheit. Sie hielt 20 Prozent der Kronprinz-Aktien.
Nach dem Zweiten Weltkrieg wurde das Werk demontiert. Danach wurde das Kronprinz Werk, Coppel Hilden mit modernsten Maschinen ausgestattet. Das Werk machte beachtliche Fortschritte, die Mitarbeiterzahl war 1956 auf 622 angestiegen. Die Arbeitsabläufe wurden angepasst. Es wurden 1956 zwei neue Werkshallen gebaut. In der neuen 1400 Quadratmeter großen Halle für die Präzisionsrohrzieherei ließen große Fensterflächen der Sheds genügend Licht einfallen. Auf der anderen Seite der Ellerstraße diente die neue durchleuchtete Halle mit 2000 Quadratmetern der Weiterverarbeitung der Rohre. Ihr Keller nahm das Lager auf.
1956 wurde die Rohrzieherei im Werk Hilden modernisiert. Nach Auftragsrückgang für die Zweiradindustrie nahm man als neue Produkte Stahlabflussrohre für die Gebäudeentwässerung, Beregnungs- und Bergbaurohre auf. Dadurch konnten sie solche Rohre einschließlich der Kupplungen verlegungsfertig liefern. Sie nahm 1957 einen neuartigen hydraulisch betriebenen Grubenstempel für die Bergbauindustrie ins Fabrikationsprogramm auf. Für die Automobilindustrie lieferte Hilden gebogene und bearbeitete Rohre. Das große Waggonumbauprogramm der Bundesbahn sorgte für Beschäftigung. Nach Stilllegung des Kronprinz Werkes Meto übernahm das Werk Hilden 1957 die Betriebsabteilungen Felgen, Schutzbleche und Profilringe.
Die Abteilung für „Autogengeschweißte Rohre“ wurde nach Ohligs übersiedelt. Weiterhin wurden stillgelegt: „Kaltwalzwerk, Rohrwalzwerk, Topfglüherei, die Sauerstoff- und Acetylen-Anlage“.
Anfang der 1970er Jahre wurde wegen Rationalisierung die „Nahtlose Rohrzieherei“ nach Rath verlegt.

## Mannesmannröhren-Werke GmbH, Betriebsabteilung Hilden
Am 26. Januar 1970 erfolgte die Übertragung der Röhrenfertigung der alten Kronprinz AG auf die Mannesmannröhren-Werke GmbH, (Eichenstraße 2) in Hilden und die Räderfertigung in Solingen auf die neue Kronprinz AG (100 % im Besitz der Mannesmann AG).
Die Hildener Rohrzieherei wurde im Februar 1972 stillgelegt. 200 betroffene Mitarbeiter erhielten in Hilden neue Arbeitsplätze.
Mannesmann verkaufte das Gelände, das einst Gustav Coppel erworben hatte.

## Terrania Industriepark in Hilden, Ellerstraße 101 (1975 bis heute)
Das ehemalige Coppel-, Kronprinz- bzw. Mannesmann-Gelände wurde 1975 unter dem Namen Terrania Industriepark zu einem der ersten und größten Gewerbeparks Nordrhein-Westfalen umgewandelt. Der Park ist eine geglückte Synthese aus klassischer Substanz, moderner Architektur und technischer Funktionalität. Er umfasst ein 100.000 m² großes, abgeschlossenes Gewerbegebiet. Den Firmen und Unternehmen stehen Gebäudenutzflächen von 65.000 m² zur Verfügung, darunter zahlreiche Büros, Lager-, Produktions-, Service- und Verkaufshallen. Großzügige Rangier- und Freiflächen erleichtern die Nutzung der Einrichtung. Der Industriepark beherbergt u. a. Firmen aus den Bereichen Technik, Logistik, Handwerk, Pharmazie, EDV, Telekommunikation, Elektronik, Handel, Paletten-Handel, Haustechnik, Dienstleistungen.